# Cordulecerus inquinatus
Cordulecerus inquinatus là một loài côn trùng trong họ Ascalaphidae thuộc bộ Neuroptera. Loài này được Gerstaecker miêu tả năm 1888.